# Saída de emergência

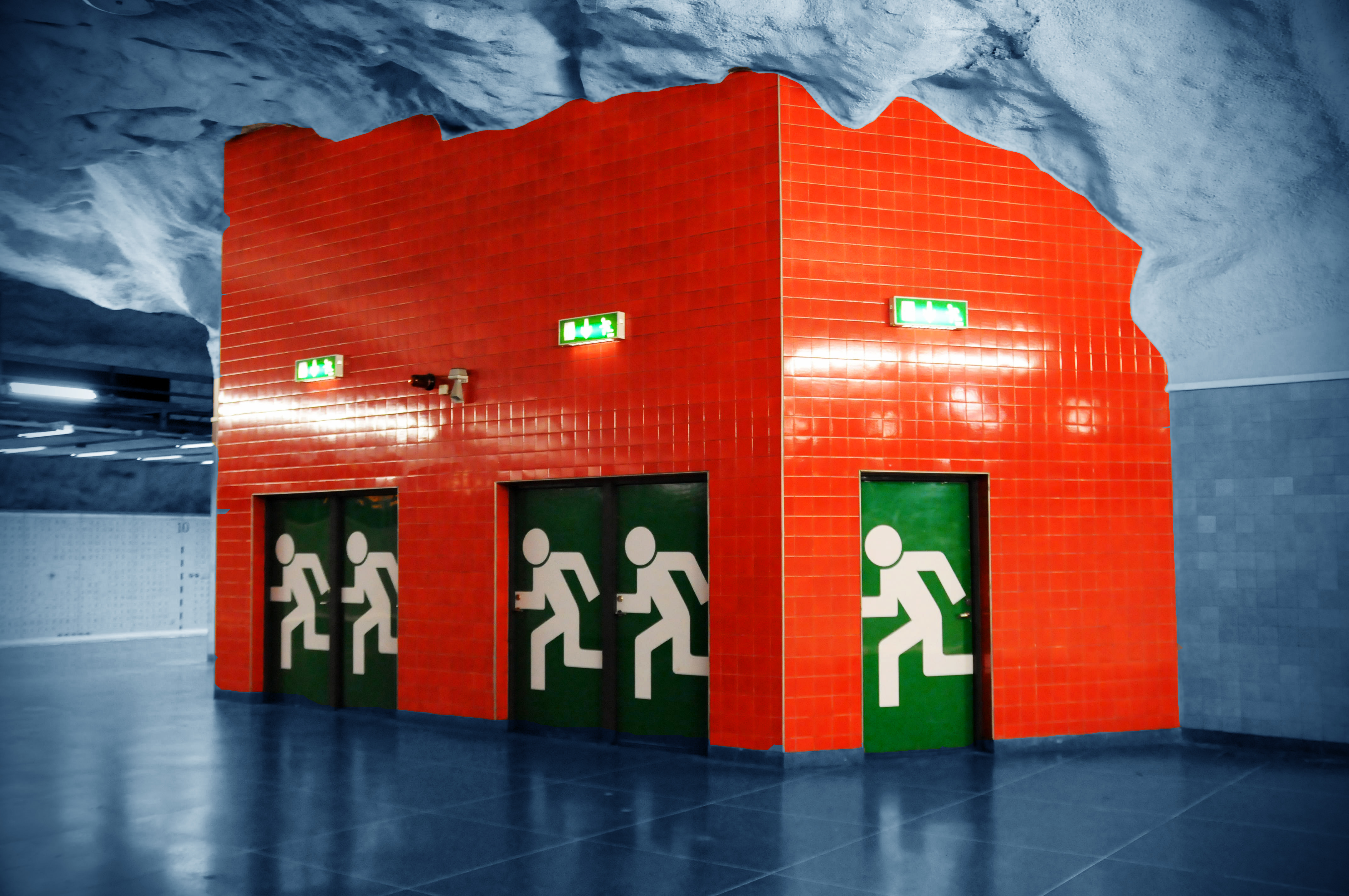
Saída de emergência no Metrô de Estocolmo, na Suécia

Uma saída de emergência em uma estrutura é uma saída especial para emergências como um incêndio: o uso combinado de saídas regulares e especiais permite evacuação rápida, enquanto fornece uma alternativa se a rota para a saída regular for bloqueada pelo incêndio, etc.
A saída de emergência é uma das medidas de proteção tão necessária quanto qualquer outra medida de combate a incêndio, pois é justamente pela saída de emergência que ocorre toda e qualquer evacuação de área pela população ocupante em caso de incêndio, além de inclusive ser acesso para o primeiro combate pela brigada de emergência ou mesmo o corpo de bombeiros local sem contar que também é pela saída de emergência que são retiradas as vitimas caso haja na edificação. 